# Bolívia nos Jogos Pan-Americanos de 1975
A Bolívia competiu nos Jogos Pan-Americanos de 1975 na Cidade do México, no México. 